# Миколай (Капустін)
Митрополит Микола́й (Макси́м Володимирович Капустін);  6 вересня 1977, Севастополь, УРСР) — єпископ УПЦ МП, митрополит Кременчуцький та Лубенський.

## Життєпис
1994 року був зарахований студентом Економічного інституту міста Севастополя на денне відділення за фахом «економіст». Навчався до 11 грудня 1996 року, після залишив інститут через бажання стати ченцем. 1996 року проходив послух в монастирі міста Севастополя. 1997 року прийнятий до Свято-Володимирського чоловічого монастиря в місті Кривий Ріг. 10 травня 1998 року був пострижений в рясофор у Криворізькому Свято-Володимирському монастирі. 9 липня 1998 року був пострижений в мантію з іменем «Миколай» на честь святителя та чудотворця Миколая, постриг здійснений у храмі священомученика Володимира у Свято-Володимирському чоловічому монастирі. 
19 липня 1998 року рукопокладений в сан ієродиякона в кафедральному Спасо-Преображенському соборі міста Кривий Ріг. 11 жовтня 1998 року рукопокладений в сан ієромонаха в Свято-Покровському храмі скиту чоловічого монастиря священомученика Володимира в селі Веселе. 
2003 року возведений в сан ігумена. 2004 року закінчив Київську духовну семінарію. 
В обителі ніс послух кухаря, рухлядного, просфорника, келаря, клірошанина, благочинного та казначея. 
26 липня 2005 року рішенням синоду РПЦвУ призначений намісником Свято-Володимирського чоловічого монастиря міста Кривий Ріг. 11 квітня 2007 року возведений в сан архімандрита. 
25 травня 2007 року закінчив Київську духовну академію.
14 червня 2011 року Синодом обраний єпископом Кременчуцьким та Лубенським. 17 червня 2011 року відбулося наречення архімандрита Миколая на єпископа Кременчуцького та Лубенського . 19 червня 2011 року відбулася хіротонія в єпископа.
3 вересня 2017 року в Успенському соборі Свято-Успенської Києво-Печерської Лаври за літургією Онуфрія підвищив Миколая в сан архієпископа.
17 серпня 2020 року з уваги до архіпастирських трудів на площі перед Успенським собором Свято-Успенської Києво-Печерської Лаври за Божественною літургією Блаженніший Митрополит Київський і всієї України Онуфрій возвів архієпископа Кременчуцького і Лубенського Миколая в сан митрополита.
4 жовтня освятив храм у Кременчуку на честь св. Серафима Саровського. 
31 жовтня 2024 в числі 17 (із 53) правлячих і 14 (із 58) вікарних архієреїв УПЦ МП підписав заяву, в якій засудив анексію Російською Православною церквою Донецької єпархії, зняття її керівника митрополита Іларіона і заміни на росіянина, уродженця Рязанської області Росії, архієрея з Далекого Сходу.